# Neoprolochus jacobsoni
Neoprolochus jacobsoni är en spindelart som beskrevs av Eduard Reimoser 1927. Neoprolochus jacobsoni ingår i släktet Neoprolochus och familjen käkspindlar. Inga underarter finns listade i Catalogue of Life.